# Kinner Sportster
Le Kinner Sportster est un monoplan léger américain des années 1930 construit par Kinner Airplane & Motor Corporation.

## Conception et développement
La Kinner Airplane & Motor Corporation qui produisait des moteurs en étoile depuis 1919, décida d'entrer sur le marché des avions légers. La première version était un monoplace monoplan à aile basse nommé Kinner Sportster K avec un train d'atterrissage fixe classique. D'autres versions suivirent avec des moteurs différents. L'avion à aile basse avait un cockpit ouvert et présentait un système de pliage des ailes. En 1933, une version améliorée nommée Sportwing B-2 fut présentée. Une version agrandie à quatre places, fut produite en 1935 en tant que Kinner Envoy. Kinner fit faillite en 1937 et les droits du Sportster furent acquis par la Timm Aircraft Company. Le Sportster fut également produit après la faillite par le Security-National Corp en tant que Security S-1 Airster

## Variantes
K Sportster
Propulsé par un moteur Kinner K-5 de 100 ch
K-5 Sportster
B Sportster
Propulsé par un moteur Kinner B-5 de 125 ch.
B-1 Sportster
Propulsé par un moteur Kinner B-5 de 125 ch.
B-2R Sportster
B-2 Sportsters modifié par Timm aircraft, avec un moteur Kinner R-5 de 160 ch, après la faillite de Kinner, aussi commercialisé sous le nom Timm 160.
Timm 160
Sportsters modifié par Timm Aircraft Company et propulsé par un moteur Kinner R-5 de 160 ch.
Security S-1 Airster
Sportster produit par Security-National Corp, formé par Kinner après la faillite de la société originale